# Nicolinț
Nicolinț – wieś w Rumunii, w okręgu Caraș-Severin, w gminie Ciuchici. W 2011 roku liczyła 372 mieszkańców. 